# Leichtathletik-Länderkampf der Männer 1978 Frankreich – BR Deutschland
| 8. Leichtathletik-Länderkampf mit bundesdeutscher Beteiligung 1978 | 8. Leichtathletik-Länderkampf mit bundesdeutscher Beteiligung 1978 |
| ------------------------------------------------------------------ | ------------------------------------------------------------------ |
|                                                                    |                                                                    |
| Ländervergleicher der Männer: Frankreich – BR Deutschland          |                                                                    |
| Austragungsort                                                     | Straßburg                                                          |
| Wettbewerbe                                                        | 20                                                                 |
| Datum                                                              | 24. Juni                                                           |
| 1. FRG 2. FRA                                                      | 220 Punkte 188 Punkte                                              |
| Chronik                                                            |                                                                    |
| ← HUN-FRG-SWE-ESP 00Geher (M)                                      | FRG-URS (M) →                                                      |

Im achten Vergleich des Länderkampfjahres 1978 traten die bundesdeutschen Männer in einer Veranstaltung mit dem allgemeinen leichtathletischen Programm am 24./25. Juni in Straßburg gegen Frankreich an. Es war die 25. Begegnung zwischen diesen beiden Ländern, alle vorangegangenen Aufeinandertreffen hatte Deutschland für sich entschieden.

## Modus
Auf dem Programm standen die bei Länderkämpfen üblichen zwanzig Disziplinen. Aus dem olympischen Wettbewerbskatalog fehlten nur der Marathonlauf, die beiden Disziplinen im Straßengehen und der Zehnkampf. Am Start waren drei Teilnehmer je Land und Wettbewerb. Die Punkte wurden in den Einzeldisziplinen folgendermaßen verteilt: 1. Platz: 7 P / 2. Pl.: 5 P / 3. Pl.: 4 P / 4. Pl.: 3 P / … In den Staffeln gab es fünf zu zwei Punkte.

## Ergebnis
In den Einzelläufen war die bundesdeutsche Mannschaft mit neun Disziplinsiegen hoch dominant. Frankreich konnte hier lediglich den 100-Meter-Lauf für sich verbuchen. Von den Staffeln gewann jedes Team eine, doch die Bundesrepublik erhielt über 4 × 100 Meter wegen einer Disqualifikation keine Punkte. Die Sprungwettbewerbe gingen ohne Ausnahme an Frankreich. Umgekehrt war das Ergebnis im Bereich Wurf/Stoß, in dem die bundesdeutschen Sportler in allen Wettbewerben siegreich waren. So blieb Deutschland gegen Frankreich weiter ohne Niederlage und gewann den Länderkampf mit 220 zu 188 Punkten.

## Legende
Kurze Übersicht zur Bedeutung der Symbolik – so üblicherweise auch in sonstigen Veröffentlichungen verwendet:
| DSQ | disqualifiziert |

## Resultate

### 100 m
| Platz | Athlet             | Land | Zeit (s) |
| ----- | ------------------ | ---- | -------- |
| 1     | Hermann Panzo      | FRA  | 10,81    |
| 2     | Lucien Sainte-Rose | FRA  | 10,83    |
| 3     | Pierrick Thessard  | FRA  | 10,85    |
| 4     | Ulrich Haupt       | FRG  | 10,94    |
| 5     | Werner Bastians    | FRG  | 10,94    |
| 6     | Friedhelm Heckel   | FRG  | 11,20    |

Datum: 24. Juni
Wind: −1,6 m/s

### 200 m
| Platz | Athlet                 | Land | Zeit (s) |
| ----- | ---------------------- | ---- | -------- |
| 1     | Franz-Peter Hofmeister | FRG  | 21,31    |
| 2     | Joseph Arame           | FRA  | 21,50    |
| 3     | Thomas Schultheiß      | FRG  | 21,82    |
| 4     | Werner Bastians        | FRG  | 21,91    |
| 5     | Didier Brel            | FRA  | 22,10    |
| 6     | Eric Bigon             | FRA  | 22,11    |

Datum: 25. Juni
Wind: −2,5 m/s

### 400 m
| Platz | Athlet                 | Land | Zeit (s) |
| ----- | ---------------------- | ---- | -------- |
| 1     | Franz-Peter Hofmeister | FRG  | 46,41    |
| 2     | Francis Demarthon      | FRA  | 46,55    |
| 3     | Bernd Herrmann         | FRG  | 47,01    |
| 4     | Martin Weppler         | FRG  | 47,05    |
| 5     | Ornélien Gombault      | FRA  | 47,61    |
| 6     | Gérard Bouttier        | FRA  | 47,99    |

Datum: 24. Juni

### 800 m
| Platz | Athlet            | Land | Zeit (min) |
| ----- | ----------------- | ---- | ---------- |
| 1     | Willi Wülbeck     | FRG  | 1:48,3     |
| 2     | José Marajo       | FRA  | 1:48,5     |
| 3     | Hans-Peter Ferner | FRG  | 1:49,2     |
| 4     | Roger Milhaud     | FRA  | 1:49,2     |
| 5     | Bruno Charlie     | FRA  | 1:49,9     |
| 6     | Heinz Maier       | FRG  | 1:50,4     |

Datum: 25. Juni

### 1500 m
| Platz | Athlet             | Land | Zeit (min) |
| ----- | ------------------ | ---- | ---------- |
| 1     | Thomas Wessinghage | FRG  | 3:43,1     |
| 2     | Francis Gonzalez   | FRA  | 3:46,1     |
| 3     | Philippe Dien      | FRA  | 3:47,5     |
| 4     | Anton Kirschbaum   | FRG  | 3:49,9     |
| 5     | Eberhard Helm      | FRG  | 3:54,4     |
| 6     | Laurent Rutton     | FRA  | 4:04,7     |

Datum: 24. Juni

### 5000 m
| Platz | Athlet                | Land | Zeit (min) |
| ----- | --------------------- | ---- | ---------- |
| 1     | Detlef Uhlemann       | FRG  | 13:42,9    |
| 2     | Radhouane Bouster     | FRA  | 13:43,7    |
| 3     | Hans-Jürgen Orthmann  | FRG  | 13:45,0    |
| 4     | Pierre Levisse        | FRA  | 13:45,2    |
| 5     | Wolf-Dieter Poschmann | FRG  | 13:46,1    |
| 6     | Thierry Watrice       | FRA  | 13:56,0    |

Datum: 25. Juni

### 10.000 m
| Platz | Athlet            | Land | Zeit (min) |
| ----- | ----------------- | ---- | ---------- |
| 1     | Ingo Sensburg     | FRG  | 29:20,7    |
| 2     | Jean-Paul Gomez   | FRA  | 29:21,8    |
| 3     | Jean-Luc Paugam   | FRA  | 29:22,4    |
| 4     | Michael Spöttel   | FRG  | 29:28,7    |
| 5     | Josef Lechner     | FRG  | 29:42,1    |
| 6     | Gilbert Bessières | FRA  | 30:06,8    |

Datum: 24. Juni

### 110 m Hürden
| Platz | Athlet             | Land | Zeit (s) |
| ----- | ------------------ | ---- | -------- |
| 1     | Dieter Gebhard     | FRG  | 13,96    |
| 2     | Karl-Werner Dönges | FRG  | 14,13    |
| 3     | Bruno Dussancourt  | FRA  | 14,15    |
| 4     | Emile Raybois      | FRA  | 14,18    |
| 5     | Jean-Marc Briet    | FRA  | 14,28    |
| 6     | Jürgen Steinacker  | FRG  | 14,31    |

Datum: 25. Juni
Wind: +1,1 m/s

### 400 m Hürden
| Platz | Athlet             | Land | Zeit (s) |
| ----- | ------------------ | ---- | -------- |
| 1     | Harald Schmid      | FRG  | 50,99    |
| 2     | Jean-Claude Nallet | FRA  | 51,76    |
| 3     | Axel Salander      | FRG  | 51,99    |
| 4     | Ulrich Zunker      | FRG  | 52,09    |
| 5     | Claude Anicet      | FRA  | 52,10    |
| 6     | Olivier Belloc     | FRA  | 52,89    |

Datum: 24. Juni

### 3000 m Hindernis
| Platz | Athlet              | Land | Zeit (min) |
| ----- | ------------------- | ---- | ---------- |
| 1     | Michael Karst       | FRG  | 8:52,1     |
| 2     | Patriz Ilg          | FRG  | 8:52,1     |
| 3     | Philippe Gautier    | FRA  | 8:54,4     |
| 4     | Manfred Schoeneberg | FRG  | 8:57,1     |
| 5     | Alex Gonzalez       | FRA  | 9:08,2     |
| 6     | Jean-Luc Lemire     | FRA  | 9:25,5     |

Datum: 25. Juni

### 4 × 100 m Staffel
| Platz | Besetzung      | Land                                                     | Zeit (s) |
| ----- | -------------- | -------------------------------------------------------- | -------- |
| 1     | Frankreich     | Pierrick Thessard Hermann Panzo Serge Leroy Didier Brel  | 39,94    |
| DSQ   | BR Deutschland | Ulrich Haupt Dieter Gebhard Bruno Werner Werner Bastians |          |

Datum: 24. Juni

### 4 × 400 m Staffel
| Platz | Besetzung      | Land                                                                    | Zeit (min) |
| ----- | -------------- | ----------------------------------------------------------------------- | ---------- |
| 1     | BR Deutschland | Lothar Krieg Martin Weppler Bernd Herrmann Harald Schmid                | 3:10,4     |
| 2     | Frankreich     | Maurice Volmar Ornélien Gombault Jean-François Richez Francis Demarthon | 3:11,5     |

Datum: 25. Juni

### Hochsprung
| Platz | Athlet          | Land | Höhe (m) |
| ----- | --------------- | ---- | -------- |
| 1     | Andre Schneider | FRG  | 2,20     |
| 2     | Jacques Aletti  | FRA  | 2,15     |
| 3     | Paul Poaniewa   | FRA  | 2,10     |
| 3     | Philippe Darras | FRA  | 2,10     |
| 5     | Bernd Mühle     | FRG  | 2,10     |
| 6     | Paul Frommeyer  | FRG  | 2,00     |

Datum: 25. Juni

### Stabhochsprung
| Platz | Athlet              | Land | Höhe (m) |
| ----- | ------------------- | ---- | -------- |
| 1     | Jean-Marie Bellot   | FRA  | 5,45     |
| 2     | François Tracanelli | FRA  | 5,30     |
| 3     | Philippe Houvion    | FRA  | 5,30     |
| 4     | Günther Lohre       | FRG  | 5,20     |
| 5     | Thomas Willms       | FRG  | 4,60     |
| 5     | Jürgen Winkler      | FRG  | 4,60     |

Datum: 24. Juni

### Weitsprung
| Platz | Athlet           | Land | Weite (m) |
| ----- | ---------------- | ---- | --------- |
| 1     | Jacques Rousseau | FRA  | 7,99      |
| 2     | Philippe Deroche | FRA  | 7,89      |
| 3     | Jochen Verschl   | FRG  | 7,70      |
| 4     | Winfried Klepsch | FRG  | 7,58      |
| 5     | Gilbert Zante    | FRA  | 7,52      |
| 6     | Jens Knipphals   | FRG  | 7,43      |

Datum: 24. Juni

### Dreisprung
| Platz | Athlet                | Land | Weite (m) |
| ----- | --------------------- | ---- | --------- |
| 1     | Bernard Lamitié       | FRA  | 15,71     |
| 2     | Jean-Hervé Stievenart | FRA  | 15,66     |
| 3     | Jean-Paul Saleille    | FRA  | 15,29     |
| 4     | Wolfgang Walther      | FRG  | 15,15     |
| 5     | Klaus Kübler          | FRG  | 14,86     |
| 6     | Martin Weppler        | FRG  | 13,97     |

Datum: 25. Juni

### Kugelstoßen
| Platz | Athlet             | Land | Weite (m) |
| ----- | ------------------ | ---- | --------- |
| 1     | Ralf Reichenbach   | FRG  | 19,43     |
| 2     | Josef Forst        | FRG  | 18,81     |
| 3     | Arnjolt Beer       | FRA  | 18,78     |
| 4     | Gerhard Steines    | FRG  | 18,78     |
| 5     | Luc Viudès         | FRA  | 17,79     |
| 6     | Jean-Claude Duhaze | FRA  | 17,44     |

Datum: 24. Juni

### Diskuswurf
| Platz | Athlet          | Land | Weite (m) |
| ----- | --------------- | ---- | --------- |
| 1     | Werner Hartmann | FRG  | 63,64     |
| 2     | Hein-Direck Neu | FRG  | 60,08     |
| 3     | Frédéric Piette | FRA  | 59,40     |
| 4     | Thomas Berlep   | FRG  | 58,74     |
| 5     | Marcel Lebaron  | FRA  | 54,14     |
| 6     | Michel Chabrier | FRA  | 53,40     |

Datum: 25. Juni

### Hammerwurf
| Platz | Athlet             | Land | Weite (m) |
| ----- | ------------------ | ---- | --------- |
| 1     | Manfred Hüning     | FRG  | 73,78     |
| 2     | Roland Klein       | FRG  | 70,00     |
| 3     | Jacques Accambray  | FRA  | 68,84     |
| 4     | Klaus Ploghaus     | FRG  | 68,70     |
| 5     | Guy Guerin         | FRA  | 66,16     |
| 6     | Daniel Mikolajczyk | FRA  | 62,44     |

Datum: 25. Juni

### Speerwurf
| Platz | Athlet            | Land | Weite (m) |
| ----- | ----------------- | ---- | --------- |
| 1     | Michael Wessing   | FRG  | 90,34     |
| 2     | Helmut Schreiber  | FRG  | 83,76     |
| 3     | Claude Cabauc     | FRA  | 79,76     |
| 4     | Josef Schaffarzik | FRG  | 79,04     |
| 5     | Penisio Lutui     | FRA  | 78,92     |
| 6     | Serge Leroy       | FRA  | 75,02     |

Datum: 25. Juni